# The Trail of Hate
The Trail of Hate fue un cortometraje estadounidense de 1917 hoy perdido. A veces es nombrado en español como El rastro del odio o Sendero de odio. Se trataba de una película situada entre el wéstern y los filmes de aventuras coloniales de dos rollos de duración producido por 101 Bison para Universal. Su relevancia vendría dada porque algunas fuentes creen que podría ser la primera película dirigida por Jack Ford—más tarde conocido como John Ford—, si bien otros autores la atribuyen a su hermano Francis Ford.

## Antecedentes
En 1917, el joven Jack Ford llevaba ya casi tres años trabajando en la industria cinematográfica de Hollywood junto a su hermano, el director y actor Francis Ford. En ese tiempo había realizado múltiples oficios: regidor, especialista, utilero, figurante, actor, ayudante del director y operador de cámara.
El 3 de marzo de 1917 fue estrenado el cortometraje The Tornado, que la mayoría de las fuentes consideran que fue la primera película dirigida por Jack Ford. Sin embargo, algunos autores creen que este wéstern todavía fue dirigido por Francis, y que Jack se limitó a asumir un rol más importante como protagonista y guionista en su proceso de asunción de mayores responsabilidades. La pérdida de la película hace imposible aclarar la polémica.

## Sinopsis

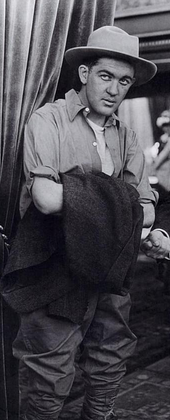
Jack Ford pudo ser el director.

Jack Brewer, teniente del Ejército que ha ascendido desde simple soldado, contrae matrimonio con Madge después de que el padre de esta sea asesinado en un asalto a la diligencia. Sin embargo, su esposa le abandona para unirse al capitán Holden, oficial de carrera que desprecia a Brewer. Años más tarde, los dos luchan en las Filipinas contra los moros rebeldes. Holden huye de su puesto abandonando tanto a sus hombres como a su esposa. Brewer les salvará y, cuando Madge le pide perdón, la desprecia.

## Elenco
| Actor            | Rol         |
| ---------------- | ----------- |
| Jack Ford        | Jack Brewer |
| Duke Worne       | Dana Holden |
| Louise Granville | Madge       |
| Jack Lawton      |             |

## Incertidumbre acerca de la autoría

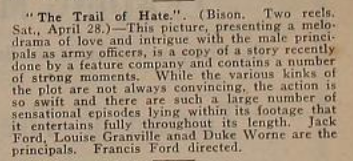
Esta breve reseña en Motion Picture News permite suponer que el filme fue dirigido por Francis Ford y no por su hermano Jack Ford.

Al igual que The Tornado, The Trail of Hate fue una producción de 101 Bison para Universal; e igualmente se han perdido todas las copias. Esto hace que existan muchas dudas acerca de quién fue su director e incluso quién interpretó a su protagonista. Diversas fuentes atribuyen la dirección a Jack Ford. Ese hecho, unido a las dudas sobre su participación en la dirección de The Tornado, hace que algunos incluso lleguen a afirmar que esta sería la primera película dirigida por el joven Ford. Por el contrario, Peter Bogdanovich, basándose en una breve reseña de Motion Picture News de 28 de abril de 1917, considera que el director de este filme es Francis Ford, tesis asumida por Scott Eyman y por otros estudiosos de la obra del más joven de los dos hermanos Ford. A ellos responde Joseph McBride que es probable, pese a todo, que Jack fuera el director, ya que Moving Picture Weekly —publicación a la que considera más fiable— sí atribuyó el filme a Jack. Tanto Bogdanovich como McBride coinciden en que el guion se asemeja al del serial de Francis Ford Lucille Love.
Las discrepancias se extienden al elenco. Tag Gallagher considera que el protagonista es también Francis Ford, opinión compartida por Eyman y por el crítico español Quim Casas, que reservan un papel menor para Jack. Otras fuentes, sin embargo, sitúan a Jack como actor principal en el papel del teniente Brewer.

## Valoraciones
El Exhibitors' Trade Review calificó el filme de «emocionante..., repleto de vida, de colorido y de acción». Por su parte, el semanario de la Universal publicó una fotografía de su siguiente película y comentó: «cuando Jack ha terminado un filme, sus intérpretes no están en condiciones de mostrarse en público».